# Damian Jonak
Damian Jonak (ur. 24 kwietnia 1983 we Włoszczowie) – polski bokser, bokserski promotor.

## Kariera amatorska
Po roku trenowania judo, w wieku 10 lat rozpoczął treningi bokserskie w Szombierkach Bytom pod okiem Mariana Łagockiego i Marka Okroskowicza, który obecnie jest pierwszym trenerem kadry juniorów i asystentem pierwszego trenera kadry seniorów. W seniorach trenował w BKS Imex Jastrzębie prowadzony przez Zbigniewa Kickę i Fiodora Łapina oraz w Walce Zabrze pod skrzydłami Krzysztofa Tabaka.
Stoczył 168 walk amatorskich, z czego wygrał 153. Dwukrotnie wywalczył tytuł mistrza Polski kadetów i juniorów. Następnie dwa razy został młodzieżowym mistrzem Polski wagi lekkośredniej. Jego największym sukcesem na ringu amatorskim jest zdobycie brązowego medalu Mistrzostw Europy Juniorów w kategorii 67 kg. Większość wygranych walk zakończył przed czasem.

## Kariera zawodowa
W lutym 2006 roku zdecydował się na rozpoczęcie kariery zawodowej podpisując kontrakt z grupą promotorską KnockOut Promotions. Tutaj pod okiem swojego dawnego trenera z Imexu Jastrzębie – Fiodora Łapina stoczył 16 wygranych walk, z czego 11 zakończył przed czasem. Na swoim koncie ma wygrane walki na ringach zagranicznych: USA, Niemcy, Austria. Pierwszy tytuł zawodowy zdobył 26 maja 2007 w katowickim Spodku.
W wieczornej gali boksu, w Legionowie z 16/17 października 2010 po efektownej walce pokonał jednogłośnie na punkty meksykańskiego boksera Jose Luis Cruza.
Tytuł młodzieżowego mistrza świata federacji WBC zdobył w walce z Michaelem Szubowem.
W 2009 opuścił szeregi BKP i związał swoją karierę z promotorem Andrzejem Grajewskim. Współpraca ta nie potrwała długo, gdyż Jonak po kilku miesiącach powrócił znów w szeregi KnockOut Promotions i do współpracy z Andrzejem Wasilewskim.
8 grudnia 2012 Damian Jonak po dziesięciorundowej walce pokonał jednogłośnie na punkty Jacksona Osei Bonsu. Belg w drugiej i piątej rundzie zaliczył nokdaun.
23 marca 2013 w	Hali Sportowej w Częstochowie, w ośmiorundowej walce pokonał jednogłośnie na punkty Anglika Maxa Maxwella.
23 listopada 2013 podczas gali "Wojak Boxing Night" w Jastrzębiu Zdroju, Jonak zmierzył się ze Szkotem Krisem Carslawem (18-5, 4 KO). Dziesięciorundową walkę, Polak wygrał na punkty (98:93, 99:91, 100:90)).
12 grudnia 2014 w Radomiu wygrywał na punkty z Walijczykiem Bradleyem Prycem (35-19, 19 KO).
16 maja 2015 w Inowrocławiu pokonał na punkty 99:91, 97:93 i 97:92 Tunezyjczyka Ayouba Nefziego (23-5-1, 4 KO) na dystansie dziesięciu rund.
21 kwietnia 2018 po prawie trzyletniej przerwie i rozstaniu z grupą Knockout Promotions udanie powrócił na ring podczas gali Polsat Boxing Night VIII w Częstochowie, pokonując na punkty Argentyńczyka Marcosa Jesusa Cornejo (19-1, 18 KO).
21 września 2018 w Jastrzębiu-Zdroju na gali grupy Tymex Boxing Promotion pokonał  jednogłośnie punkty Uzbeka Sherzoda Husanowa (21-1-1, 9 KO).
6 kwietnia 2019 podczas gali MB Boxing Night: Ostatni taniec w Katowicach przegrał niejednogłośnie na punkty z Brytyjczykiem Andrew Robinsonem (23-4-1, 6 KO). Sędziowie punktowali 77-75, 75-77, 74-78.
Od 2019 roku wiceprezes GKS Rozbark Bytom.

## Życie prywatne
Jest żonaty, ma córkę.